# Monte Cardito (Rieti)
Monte Cardito è un rilievo dei Monti Reatini che si trova nel Lazio, nella provincia di Rieti, tra il comune di Rieti e quello di Cantalice.